# Gunnar Carlstrand
Sven Gunnar "Casper" Carlstrand (smeknamnet stavas ofta "Kasper"), född 24 september 1928 i Göteborg, död 27 oktober 1974 i Högsbo församling, Göteborg, var en svensk idrottare, militär och idrottsdomare. Han spelade både fotboll, bandy och ishockey på elitnivå, och var efter den aktiva karriären dessutom domare på elitnivå i samtliga dessa sporter. Som militär åkte han på flera FN-uppdrag, och blev skottskadad i Katanga i Kongo 1961.

## Biografi
Carlstrand föddes i Göteborg och blev student där 1946. Han gjorde militärtjänst på I 15 i Borås och var därefter polis i hemstaden och Alingsås, samt säkerhetschef vid Uddevallavarvet.
Han var i FN-tjänst i Gazaremsan 1957, i Libanon 1958 och i Kongo (Katanga) 1961. I Katanga tjänstgjorde han som kapten då han den 3 december 1961 satt i en svensk militärjeep som hamnade under beskjutning i centrala Elizabethville. En värnpliktig dödades och Carlstrand sårades i vänster arm och axel. Han tappade nära två liter blod och var nära döden. Han flögs hem till Sverige, och genomgick sammanlagt 15 operationer innan han i augusti 1963 friskskrevs. Hans arm blev dock aldrig helt återställd.
Hemkommen till Sverige arbetade han först som PR-man och drev sedan det egna företaget Ebeca Förlags AB i Göteborg.

### Fotbollskarriär
Carlstrand spelade tidigt fotboll för flera västsvenska klubbar, däribland Örgryte IS och Alingsås IF. Han spelade sedan sju matcher som halvback för Gais i allsvenskan 1951/1952 och ytterligare en match i allsvenskan 1952/1953. 1952 provspelade han för den skotska proffsklubben Hibernian FC, men blev i stället amatörspelare i Skottland. Säsongerna 1955/1956 och 1956/1957 spelade han sammanlagt sju matcher för IK Oddevold i Uddevalla, där han var lagkamrat med de tidigare gaisarna Stig Andersson, Ingemar "Ögat" Eriksson och Frank "Sanny" Jacobsson. Han avslutade sin aktiva fotbollskarriär i Lerums IS i division IV 1957.

### Ishockeykarriär
Carlstrand spelade ishockey på en backposition för Västra Frölunda IF åren 1951–1958, som högst i division II säsongen 1957/1958. Säsongen 1958/1959 representerade han Mariestads CK. Han spelade även bandy med Västra Frölunda IF, då som centerhalv.

### Domarkarriär
Carlstrand var den tredje personen som blev allsvensk domare i både bandy, fotboll och ishockey, efter Einar Boström och Bosse Nilsson. Han var även unik genom att han var den ende av dessa som även hade varit aktiv på elitnivå i samtliga tre sporter.

### Andra idrottsuppdrag
År 1968 var Carlstrand ungdomskonsulent i Göteborgs ishockeyförbund. Han var även B-lagledare i Västra Frölundas ishockeysektion och var speaker vid Frölundas matcher på Ullevi. Han hade även en period hand om BK Bäcken i division II.

## Privatliv
Gunnar Carlstrand var gift med Gun och far till Reine Carlstrand (född 1956) och Lars-Gunnar Carlstrand (född 1973); den sistnämnde blev också fotbollsspelare. Även hans sonson Linus Carlstrand, Lars-Gunnars son, spelar fotboll.
Han är gravsatt på Västra kyrkogården i Göteborg.